# Чагвотер
Чагвотер (англ. Chugwater) — місто (англ. town) в США, в окрузі Платт штату Вайомінг. Населення — 175 осіб (2020).

## Географія
Чагвотер розташований за координатами 41°45′21″ пн. ш. 104°49′23″ зх. д. / 41.75583° пн. ш. 104.82306° зх. д. (41.755749, -104.822936).  За даними Бюро перепису населення США в 2010 році місто мало площу 7,92 км², уся площа — суходіл.

### Клімат
| Клімат : Чагвотер     | Клімат : Чагвотер | Клімат : Чагвотер | Клімат : Чагвотер | Клімат : Чагвотер | Клімат : Чагвотер | Клімат : Чагвотер | Клімат : Чагвотер | Клімат : Чагвотер | Клімат : Чагвотер | Клімат : Чагвотер | Клімат : Чагвотер | Клімат : Чагвотер | Клімат : Чагвотер |
| Показник              | Січ.              | Лют.              | Бер.              | Квіт.             | Трав.             | Черв.             | Лип.              | Серп.             | Вер.              | Жовт.             | Лист.             | Груд.             | Рік               |
| Середній максимум, °C | 4,8               | 5,5               | 9,7               | 14,4              | 19,7              | 25,6              | 30,2              | 29,2              | 23,9              | 16,7              | 9,1               | 4,2               | 16,1              |
| Середній мінімум, °C  | −8                | −7,9              | −4,8              | −1,3              | 3,8               | 8,4               | 11,8              | 11,1              | 5,4               | −0,6              | −4,7              | −8,7              | 0,4               |
| Норма опадів, мм      | 10                | 14                | 28                | 47                | 74                | 59                | 46                | 41                | 34                | 30                | 17                | 17                | 417               |
| --------------------- | ----------------- | ----------------- | ----------------- | ----------------- | ----------------- | ----------------- | ----------------- | ----------------- | ----------------- | ----------------- | ----------------- | ----------------- | ----------------- |
| Джерело: NOAA         |                   |                   |                   |                   |                   |                   |                   |                   |                   |                   |                   |                   |                   |

## Демографія
Згідно з переписом 2010 року, у місті мешкало 212 осіб у 93 домогосподарствах у складі 60 родин. Густота населення становила 27 осіб/км².  Було 106 помешкань (13/км²).
Расовий склад населення:
| - 97,2 % — білих - 0,9 % — корінних американців - 0,5 % — чорних або афроамериканців |

До двох чи більше рас належало 0,9 %. Частка іспаномовних становила 5,7 % від усіх жителів.
За віковим діапазоном населення розподілялося таким чином: 25,0 % — особи молодші 18 років, 54,7 % — особи у віці 18—64 років, 20,3 % — особи у віці 65 років та старші. Медіана віку мешканця становила 48,3 року. На 100 осіб жіночої статі у місті припадало 107,8 чоловіків;  на 100 жінок у віці від 18 років та старших — 109,2 чоловіків також старших 18 років.
Середній дохід на одне домашнє господарство  становив 87 728 доларів США (медіана — 55 938), а середній дохід на одну сім'ю — 100 267 доларів (медіана — 49 844). За межею бідності перебувало 11,9 % осіб, у тому числі 66,7 % дітей у віці до 18 років та 8,0 % осіб у віці 65 років та старших.
Цивільне працевлаштоване населення становило 105 осіб. Основні галузі зайнятості: освіта, охорона здоров'я та соціальна допомога — 25,7 %, сільське господарство, лісництво, риболовля — 19,0 %, науковці, спеціалісти, менеджери — 11,4 %, мистецтво, розваги та відпочинок — 11,4 %.
За даними перепису 2000 року,
на території муніципалітету мешкало 244 людей, було 94 садиб та 64 сімей.
Густота населення становила 30,9 осіб/км². Було 120 житлових будинків.
З 94 садиб у 33,0% проживали діти до 18 років, подружніх пар, що мешкали разом, було 55,3 %,
садиб, у яких господиня не мала чоловіка — 8,5 %, садиб без сім'ї — 30,9 %.
Власники 26,6 % садиб мали вік, що перевищував 65 років, а в 16,0 % садиб принаймні одна людина була старшою за 65 років.
Кількість людей у середньому на садибу становила 2,60, а в середньому на родину 3,18.
Середній річний дохід на садибу становив 23 750 доларів США, а на родину — 26 250 доларів США.
Чоловіки мали дохід 24 688 доларів, жінки — 17 917 доларів.
Дохід на душу населення був 10 609 доларів.
Приблизно 27,9 % родин та 30,3 % населення жили за межею бідності.
Серед них осіб до 18 років було 38,5 %, і понад 65 років — 28,6 %.
Середній вік населення становив 34 років.